# Corea del Sur en los Juegos Olímpicos de Sochi 2014
Corea del Sur estuvo representada en los Juegos Olímpicos de Sochi 2014 por un total de 71 deportistas, 40 hombres y 31 mujeres, que compitieron en 13 deportes.
El portador de la bandera en la ceremonia de apertura fue el patinador de velocidad Lee Gyu-Hyeok.

## Medallistas
El equipo olímpico surcoreano obtuvo las siguientes medallas:
| Nombre                                                          | Deporte                              | Competición            |
| --------------------------------------------------------------- | ------------------------------------ | ---------------------- |
| Oro                                                             |                                      |                        |
| Lee Sang-Hwa                                                    | Patinaje de velocidad                | 500 m F                |
| Park Seung-Hi                                                   | Patinaje de velocidad en pista corta | 1000 m F               |
| Cho Ha-Ri Kim A-Lang Kong Sang-Jeong Park Seung-Hi Shim Suk-Hee | Patinaje de velocidad en pista corta | Relevos 3000 m F       |
| Plata                                                           |                                      |                        |
| Kim Yu-Na                                                       | Patinaje artístico                   | Individual F           |
| Joo Hyong-Jun Kim Cheol-Min Lee Seung-Hoon                      | Patinaje de velocidad                | Persecución por eqs. M |
| Shim Suk-Hee                                                    | Patinaje de velocidad en pista corta | 1500 m F               |
| Bronce                                                          |                                      |                        |
| Park Seung-Hi                                                   | Patinaje de velocidad en pista corta | 500 m F                |
| Shim Suk-Hee                                                    | Patinaje de velocidad en pista corta | 1000 m F               |